# ОЧЗ
Организация на чудовищата и злодеите (ОЧЗ, на английски: Monsters And Villains Organization - M.A.V.O.) е мощна мафиотска групировка от американския анимационен сериал „Приключенията на мечето Ръкспин“, ръководена от злодея Куелър.